# Slovenia ai Giochi olimpici
La Slovenia partecipò per la prima volta ai Giochi olimpici nell'edizione invernale del 1992 ad Albertville (Francia), dopo aver ottenuto l'anno prima l'indipendenza dalla Repubblica Socialista Federale di Jugoslavia.
La Slovenia partecipa sia ai Giochi olimpici estivi che a quelle invernali. Ha ottenuto 52 medaglie, 28 nelle edizioni estive e 24 in quelle invernali.

## Medagliere storico

### Olimpiadi estive
| Giochi          | Oro | Argento | Bronzo | Totale |
| --------------- | --- | ------- | ------ | ------ |
| Barcellona 1992 | 0   | 0       | 2      | 2      |
| Atlanta 1996    | 0   | 2       | 0      | 2      |
| Sydney 2000     | 2   | 0       | 0      | 2      |
| Atene 2004      | 0   | 1       | 3      | 4      |
| Pechino 2008    | 1   | 2       | 2      | 5      |
| Londra 2012     | 1   | 1       | 2      | 4      |
| Rio 2016        | 1   | 2       | 1      | 4      |
| Tokyo 2020      | 3   | 1       | 1      | 5      |
| Totale          | 8   | 9       | 11     | 28     |

### Olimpiadi invernali
| Giochi              | Oro | Argento | Bronzo | Totale |
| ------------------- | --- | ------- | ------ | ------ |
| Albertville 1992    | 0   | 0       | 0      | 0      |
| Lillehammer 1996    | 0   | 0       | 3      | 3      |
| Nagano 1998         | 0   | 0       | 0      | 0      |
| Salt Lake City 2002 | 0   | 0       | 1      | 1      |
| Torino 2006         | 0   | 0       | 0      | 0      |
| Vancouver 2010      | 0   | 2       | 1      | 3      |
| Sochi 2014          | 2   | 2       | 4      | 8      |
| Pyeongchang 2018    | 0   | 1       | 1      | 2      |
| Pechino 2022        | 2   | 3       | 2      | 7      |
| Totale              | 4   | 8       | 12     | 24     |

## Medagliere per sport

### Sport estivi
| Sport                | Oro | Argento | Bronzo | Totale |
| -------------------- | --- | ------- | ------ | ------ |
| Judo                 | 2   | 1       | 3      | 6      |
| Atletica leggera     | 1   | 2       | 1      | 4      |
| Canoa/kayak          | 1   | 2       | 0      | 3      |
| Canottaggio          | 1   | 1       | 3      | 5      |
| Tiro                 | 1   | 0       | 2      | 3      |
| Ciclismo             | 1   | 0       | 1      | 2      |
| Arrampicata sportiva | 1   | 0       | 0      | 1      |
| Vela                 | 0   | 2       | 1      | 3      |
| Nuoto                | 0   | 1       | 0      | 1      |
| Totale               | 8   | 9       | 11     | 28     |

### Sport invernali
| Sport             | Oro | Argento | Bronzo | Totale |
| ----------------- | --- | ------- | ------ | ------ |
| Sci alpino        | 2   | 3       | 3      | 8      |
| Salto con gli sci | 2   | 2       | 3      | 7      |
| Snowboard         | 0   | 2       | 3      | 5      |
| Biathlon          | 0   | 1       | 1      | 2      |
| Sci di fondo      | 0   | 0       | 2      | 2      |
| Totale            | 4   | 8       | 12     | 24     |